# كندلان (أصفهان)
كندلان هي قرية في مقاطعة أصفهان، إيران. يقدر عدد سكانها بـ 924 نسمة بحسب إحصاء 2016.